# Relations entre l'Union européenne et le Venezuela
Les relations entre l’Union européenne et le Venezuela sont à la fois bilatérales et régionales. Le document de stratégie 2007-2013 présente les objectifs de la coopération financière entre l'Union et le Venezuela : le soutien à la modernisation et à la décentralisation du Venezuela et la diversification de l’économie. À partir de 2014, la coopération bilatérale entre le Venezuela et l'Union sera arrêté dans le cadre des pays à revenu intermédiaire.

## Sources

## Compléments